# オールナイトミュージック
オールナイトミュージック (All Night Music) は、1995年10月から2024年12月まで、テレビ東京が番組放送終了後から番組放送開始までの間に流していたPVによって構成された試験電波（フィラー）放送枠の正式名称（番組名）である。テレ東（テレビ東京）フィラー/試験放送/試験電波発射中、等と呼ばれる事もある。
本項目では、当番組が派生展開した本放送枠内の音楽番組であるサマーナイトミュージック、および2025年1月より放送を開始した本枠の後継番組であるBRAND NEW MUSICについても扱う。

## 概要
テレビ東京の番組放送終了後（日曜日除く）に、地上波では日頃放送される機会が少なく中々観る事が出来ない多彩なジャンルのアーティスト（主に邦楽、稀に洋楽）のPVを各曲数十秒 - 数分に編集、もしくは少数であるがフルサイズのまま、それらをまとめて流す総集編的な内容である。番組時間は番組開始から1997年5月までは2時間、1997年6月から2002年春頃までは1時間、2002年の一時期は月毎に変動、それ以降は30分丁度で製作されており、総楽曲数は約二十数曲 - 五十数曲位となる。
最初の曲（1曲目）には画面左上に「試験電波発射中」とのテロップが十数秒出る。常時透かし無し白地のテレビ東京のロゴマークが画面左下に表示される。曲の放送開始時・終了時にも曲名と歌手名のテロップが出る（ロゴマーク・テロップの詳細については後述参照）。所定の終了時間になると曲の途中でも終了となる。
放送の流れとしては 番組終了→クロージング→（※黒画面の状態が通常1分間続く）→『オールナイトミュージック』→オープニング→番組開始 となる。『オールナイトミュージック』が無い場合 番組終了→（クロージング→停波→試験放送→）オープニング→番組開始 となる。2004年3月までは黒画面状態は30秒間だった。
試験電波放送枠という性質上、予告無く放送スケジュールを変更する場合がある（後述）。
2024年12月を以て放送を終了。

## 放送時間
主に月・火・水・木曜日の放送終了後、所定外の曜日でも編成上放送終了時間が繰り上がった場合も放送される事がある（局側・編成の都合上、放送時間が拡大・縮小・休止の場合もある）。
基本的に日曜深夜放送終了後に行う事は無い。この時間帯は放送設備の保守点検に充てられている。なお、月曜早朝オープニング直前にはカラーバーや試験映像になっており各種試験が行われている。ただし、日曜深夜の放送終了から月曜日の放送開始までが5～10分程度と短い時間には放送される場合がある。
この放送枠が30分以上になる場合、同内容が繰り返し放送される。また、スポーツ中継放送等による特別編成や祝日等一部の早朝番組が休止となり放送開始（オープニング）が繰り下がる場合長時間放送となるケースや、局側・番組編成の都合上、枠放送時間が少ない時期・期間もあり、その場合は後半楽曲の放送機会が少ないケースや、一度も30分以上の放送枠が得られずに最後半部分の放送機会が無いままに終了してしまう月（例として2007年4月、2008年7月）もある。

### 特異事例

#### 日曜深夜に放送
- 2004年7月11日深夜、第20回参議院議員通常選挙の開票速報後、通常では放送されないはずである日曜深夜に突然放送されたことがあった。その際クロージングから約50分程度放送した後、突然停波した。
- 2008年11月23日深夜、通販番組終了後に放送。5時54分頃音楽ガッタスの途中でカラーバーになった後に停波。
- 2011年12月12日深夜、朝までパチンコバトル!終了後に5時00分から5時10分に放送。
- 2016年6月19日深夜、卓球ジャパンオープン終了後に5時00分から5時10分に放送。
- 2020年9月27日深夜、全仏オープンテニス2020終了後に5時05分から5時10分に放送。
- 2021年6月6日深夜、忍者コレクション終了後に3時10分から4時00分に放送。
- 2022年10月30日深夜、卓球WTTカップファイナルズ終了後に5時15分から5時25分に放送。

#### 黒画面時間変更
スポーツ中継放送による放送延長を考慮した繰り下げ対応番組編成となっている際、クロージング後の黒画面の時間が1分以上2分以下になることがある。
- 2007年5月27日と6月17日は黒画面が2分となっていた。
- 2008年2月下旬 - 3月上旬の世界卓球2008中継時期と北京オリンピック中継のあった8月12日には黒画面の時間調整が行われていた。
- 2021年3月27日は黒画面が表示されず、試験電波放送では二曲のオールナイトミュージックのみ放送された。

この他、放送休止時間がクロージング、オープニングを含め3分間のみの場合は黒画面に入らず1分間本番組が流れていた。

#### 曲順変更
長時間放送時、通常は30分毎に同じ内容が繰り返されるが、時間を経ずに途中で突然最初の曲（1曲目）に戻ることがある。2008年2月29日と3月2日に行われている。

## 表示

### テロップ・ロゴマーク
曲名・歌手名のテロップは現在常時右上に表示。かつては曲の開始時基本的に大き目に中央に表示され、終了時は小さ目に右上に曲名・歌手名のテロップが表示されていた。
変化形として下記のような形態があるが、2000年代中盤以降はこういった特別な措置は少なくなっている。
- ミュージックビデオに歌詞などの文章が登場する場合、被らないように中央より若干上や下、または右上に表示される。
- テロップが表示されない（主に元のミュージックビデオに曲名・歌手名が表示されているケース等）。

曲名・歌手名の表示は開始当初から1997年春頃まで開始時のみであった。2010年1月から歌手名の書体が明朝体に変更された。
「TV TOKYO」のロゴマークとナナナが常時左下に白色透かし無しで表示される。かつては右下に表示されており、2008年8月からそこに「7ch digital」のロゴマークも付属して表示されるようになった。ミュージックビデオの表現上ロゴマークが見えにくい場合、そのミュージックビデオのみ左下に表示される場合があったが、2000年代中盤以降はこのような措置は稀である。また、1998年春頃までキャッチフレーズと一緒になった「チュッ!テレビ東京」の旧ロゴマークが表示されたり、2004年2月 - 2005年3月の間は、テレビ東京の番組のエンドロール同様、40th Anniversary TV TOKYOと表示されていた。2023年12月以降はロゴマークの変更に伴い、「テレ東 60th」とナナナの表示に変更された。

### 広報・告知
放送休止時間の試験電波であるため、テレビ東京やその他のテレビ番組表には番組タイトルは表示されていない。また、番組放送時間内に番組タイトルの表示が一切無い。その為、視聴者の中には正式名称「オールナイトミュージック」を認知していない人も存在する。テレビ東京公式サイトにはこの番組情報が一切記載されておらず、関連のあるテレビ東京ミュージックによって「オールナイトミュージック」番組公式ウェブサイトが設けられている程度である。また、テレビ東京やその他のテレビ番組表に当番組の放送時間の表示が一切無い。しかし、一部のアーティストはこの枠でのミュージックビデオ放送予定を公式サイト等にて告知しているケースもあり、その際は正式名称「オールナイトミュージック」にて表記し、放送時間は「番組（放送）終了後」と案内している。

### ニュース速報
地震速報・気象情報などの速報テロップも通常の番組と同様に表示される。過去には重大な災害が発生しても放送を行い随時速報テロップにて情報を流したことがあった。
一例として、新潟県中越地震が発生した翌日2004年10月24日早朝は各局が地震速報特番を放送する中、テレビ東京では定時放送終了後「オールナイトミュージック」を放送し、その中で随時速報テロップを表示するスタイルで地震関連情報を伝えていた。

### 画面サイズ
かつて地上デジタル放送では画面サイズが4:3のピラーボックスで放送されており、画面左右には集積回路状の模様が表示されていたが、2010年に16:9に変更された。

## 放送される楽曲

### 傾向
- アップフロントプロモーション（旧：アップフロントエージェンシー）所属の歌手。
  - その中でも特にハロー!プロジェクト関連メンバーが多い。あわせて前半15曲目以内位に毎月9曲前後放送されている。
- テレビ東京の番組とのタイアップ曲（主に現在放送中の楽曲）。
  - アニメ - 「BLEACH」、「NARUTO -ナルト- 疾風伝」等。
    - ただし、深夜枠に放送されるアニメ番組や一部の全日帯アニメのタイアップ曲については放送される機会が少なく、一部楽曲は諸事情により放送されない場合もある。

  - ドラマ・バラエティ番組 - ドラマ24、開運!なんでも鑑定団、たけしの誰でもピカソ等。
  - タイアップ曲がミュージックビデオを制作していない場合、その曲のアーティストの他の楽曲のミュージックビデオを放送することがある。
    - 例：「週刊 赤川次郎」エンディングテーマ 『気まぐれな季節のせいで』スネオヘアー→2007年10月放送『伝えてよ』
- アニメのキャラクターソング。
- 76records、Goon TRAX、Thistime Records所属のアーティスト - 外国人シンガー、英語で歌うアーティストが多数登場。
- HIP HOP・R&B・レゲエ - 流派-Rに関連する曲等。
- ヴィジュアル系 - ひと月に1〜3曲ほど登場する。
- 歌謡曲・演歌 - 主にUFA系の歌手、音流〜On Ryu〜、ミュージックブレイクやテレビ東京に関連がある曲等。
- テレビ東京ミュージックに関連する曲 - 同公式サイトの「ARTIST一覧」に掲載されているアーティストの楽曲等。
- バウンディ株式会社が関与するアーティスト - 数多く登場している。

放送内容および登場するアーティストは毎月1日に変わる。後半楽曲は前月や過去に放送された曲が再登場することが多くなる傾向がある。また、前月から引き続き登場したりするケースや、さらに数ヶ月にも渡って同じアーティスト・曲が登場するケースがよくある（後述）。

### 現在
2010年11月1日より、番組公式サイトで毎月の楽曲リストが公開されるようになった。

## 放送された主なアーティスト
- ハロー!プロジェクト所属の歌手…特にモーニング娘。・アンジュルム・Juice=Juice・つばきファクトリー・BEYOOOOONDSは最新曲が常に放送されている。
- 中島卓偉・堀内孝雄・KAN・T-Pistonz・シャ乱Q等のUFA系
  - 加川明…お嬢様ルンバという楽曲が2010年8月から2011年4月まで流れていた(9月以降は2分枠)。
- 鈴木あみ・CHEMISTRY等のASAYAN系
- 童子-T・KEN THE 390・怒髪天・meajyu…1〜2分枠に放送されることが多い。
- 漁港…『削れ！かつおぶし』はこの枠初となる楽曲フル放送を実現した。
- 椎名へきる…1998年5月『Everlasting Train』、同年12月『この世で一番大切なもの』、1999年8月『赤い華』など1990年代後半 - 2000年代前半頃にいくつかの曲が放送された。
- 椎名林檎…1998年10月頃〜2000年3月頃にかけて断続的に放送された。2000年2月頃には、人気であったこともあり、『幸福論』『ここでキスして。』『本能』『罪と罰』『ギブス』の5曲が連続で放送された。
- 超飛行少年（スーパーフライングボウイ）…このアーティストのみ、アーティスト名表示にルビが振られる。
- 秘密サークルタイガーマシン…15秒〜30秒ほどの放送だったが視聴者に強烈なインパクトを与えた、『進め☆タイガー』という曲が2003年下半期頃に放送された。
- 萬Z（量産型）（manzo）…『日本ブレイク工業社歌』などの楽曲が2004年1月〜7月に流れた。1月に同楽曲で登場した際はアーティスト名が表示されていなかった（その後表示される）。また、7月の途中からは、manzo名義になった。
- GENERAL HEAD MOUNTAIN…『いい日旅立ち』（山口百恵の同楽曲のカバー）は2006年〜2008年の各3月に放送されている。
- GRAPEVINE…『アダバナ』（テレビ東京「30minutes鬼」エンディングテーマ）という曲では、バナナマン、おぎやはぎ、荒川良々などといった同番組出演者が登場しており、2005年8月に初登場した際はフル放送されていた。
- JUJU…『奇跡を望むなら...』は断続的にテレビ東京の番組タイアップ曲となっていたため、PVは異なる2バージョン（2006年後半 - 2007年前半はバレエバージョン、2007年後半はクリスマスバージョン）が放送されていた。
- Kaze…2003年10月 - 2005年中盤の長期にわたって放送された『空を見上げて』をはじめ、2004年には複数楽曲放送された。
- LAZYgunsBRISKY…2008年前後長期的に楽曲が放送されていた。
- Ozonetrance…『花と屑』は同バンドがインディーズ時代からメジャーデビュー後位の期間にテレビ東京の番組タイアップ楽曲となっていた事もあり、断続的ながら2003年〜2005年の長期に渡って放送された楽曲。
- Scoobie Do…「新しい夜明け」でアーティスト名に誤字が見られた（iが抜けている）
- SoulJa…2006年後半、楽曲が複数同時登場した。メジャーデビュー以降、すべてのシングル曲が随時フル放送されている（これらは初登場時1曲目であることが多い）。
- sui…2003年中盤 - 2004年12月において複数楽曲が流されていた（後述参照）。
- t.A.T.u.…この枠で放送された希少な洋楽のひとつである。
- The Unique Star…楽曲が2010年秋から長期的に放送されている。
- Zwei…このアーティストのみ、アーティスト名表示は特殊フォントである。

- アイビーカラー
- 青山テルマ
- 明くる夜の羊
- アナログフィッシュ
- 天野月子
- 井上苑子
- エイプリルズ
- 沖仁
- 音速ライン
- 海蔵亮太
- ガガガSP
- 蜉蝣
- 上之園晴香
- ザ・キャプテンズ
- ザ・コブラツイスターズ
- サザーランド
- 挫・人間
- ザ・ルーズドッグス
- サンボマスター
- 純烈
- 紫苑
- 篠原ともえ
- シーラヴアール
- スターダストレビュー
- スパーク
- スパークリング☆ポイント
- 青春高校3年C組
- 関口由紀
- せきずい
- 東京事変
- バックドロップシンデレラ
- ハンサム兄弟
- バンドじゃないもん!
- ビレッジマンズストア
- 星野純尚
- フォーリーブス
- マカロニえんぴつ
- 松永英也
- 水樹奈々
- 武藤彩未
- 森若香織
- 山根康広
- ヤユヨ
- リア・ディゾン

- BEAT CRUSADERS
- BOY-KEN
- capsule
- Czecho No Republic
- daisansei
- DIR EN GREY
- DJ OASIS
- doa
- D.W.ニコルズ
- eill
- 8eit
- FLOW
- Folder5
- FOOT STAMP
- GARNET CROW
- G-FREAK FACTORY
- GLAY
- GOING UNDER GROUND
- HAPPY DRUG STORE
- HIGH and MIGHTY COLOR
- HIRO☆TAKAMI
- Hi Lockation Markets
- HOLY
- Janne Da Arc
- jenny01
- KAPLANS
- K DUB SHINE
- K-SAMA☆ロマンフィルム
- LINDBERG
- miray
- MOLE HILL
- m.o.v.e
- nobodyknows+

- 9nine
- ORANGE RANGE
- PAN
- PHONES
- Plastic Tree
- ROOVY
- Rhythmic
- SAKANAMON
- SOUL'd OUT
- Something Else
- Sound Horizon
- Sound Schedule
- SPYKE
- surface
- SweetS
- The NaB's
- THE POSTMEN
- UVERworld
- VELTPUNCH
- WAG
- YA-KYIM
- 0 SOUL 7
- PERSONZ
- RIP SLYME

他多数。

## サマーナイトミュージック
オールナイトミュージックの派生した展開として、2011年7月・8月・9月の3ヵ月限定でサマーナイトミュージックと名称を改め、本放送枠内の番組化した。正式な番組であるため、テレビ東京など各種テレビ番組表にも番組名が掲載されている。放送時間も従来の最大30分から55分に拡大された。放送曜日は月・火・水・木曜日である。
放送の流れはオールナイトミュージックと同様であるが、表示に関して
- 曲名・歌手名のテロップは曲開始時から常時右上に小さ目に表示（オールナイトミュージックの曲終了時の表示と同様の大きさ）
- 「TV TOKYO」のロゴマークは常時右上に小さくチャンネルロゴ表示表示（曲名・歌手名のテロップに被る状態）

といった異なる部分がある。
番組放送終了後にはCMを挟んでからクロージングとなり、その後は試験電波発射中・カラーバー・ロゴマークが表示された試験放送を行なっている。

## BRAND NEW MUSIC
2024年12月16日に本放送枠内の最後に位置する番組として放送開始。前述のサマーナイトミュージックと同様に正式な番組であるため、テレビ東京など各種テレビ番組表にも番組名が掲載されている。当月の楽曲リストが番組サイトにて公開されている。番組サイトでは「月～金曜 深夜放送」とされているが、土曜・日曜にも放送されることがある。
放送の流れはオールナイトミュージックと同様であるが、表示に関して
- 曲名・歌手名のテロップは曲開始時から常時右下に表示
- 「テレ東」のロゴマークは常時右上に小さくウォーターマーク表示

といった異なる部分がある。
番組放送終了後にはCMを挟んでからクロージング。2024年12月は従来通りオールナイトミュージックを同じ楽曲ラインナップで放送していたが、終了した2025年1月以降は1分間黒画面状態の後、試験電波発射中・カラーバー・ロゴマークが表示された試験放送を行なっている。